# Nemti (ägyptische Mythologie)
Nemti (zu dt. „Der Reisende“), früher noch Anti gelesen, ist eine altägyptische Gottheit, die seit der 2. Dynastie sicher belegt ist, aber viel älter sein könnte. Er galt als Fährmann des Jenseits und transportierte die Seelen der Verstorbenen über den Jenseitsfluss.

## Zum Namen
Bis in die 1970er Jahre wurde Nemtis Name noch mit ˁnty transkribiert und Anti gelesen. Dies wurde mit „Der mit Krallen versehene“ übersetzt. Grund herfür waren die Determinative, die für diesen Gott Verwendung fanden: Gardiner-Zeichen G7A und G7AA, die beide einen Falken in einer Barke zeigen. 1969 aber konnte der russische Ägyptologe Oleg Dmitrievich Berlev mit Hilfe phonetischer Schreibungen in Texten des Mittleren Reiches nachweisen, dass der Name richtigerweise mit nmtj transkribiert werden muss und daher „Nemti“ lautet.

## Mythologie
Nemti war gemäß dem ägyptischen Totenglauben der Fährmann des Jenseits, der die Verstorbenen gegen ein kleines Entgelt in seiner „Nachtbarke“ über den Jenseitsfluss übersetzte. Diese Rolle weist eine frappierende Parallele zur griechischen Gottheit Charon auf. Späteren Sargtexten zufolge ließ Nemti sich vorzugsweise mit Silber bezahlen. Diese Eigenart soll auf eine Legende aus dem Neuen Reich zurückgehen: Darin geht es um den neuerlichen Streit zwischen Horus und Seth, wer die goldene Krone Ägyptens bekommen soll. Um in Ruhe beraten zu können, ziehen sich die Götter des höchsten Gerichts auf eine kleine Insel inmitten des Sternenmeeres zurück. Weil Isis, die Mutter von Horus, sich ständig ungefragt und parteiergreifend einmischt, wird sie von der Insel verbannt, und Nemti wird aufgetragen, jeder jungen Frau, die Isis auch nur ähnlich sieht, die Überfahrt zu verweigern. Das will Isis nicht auf sich sitzen lassen und so verwandelt sie sich in eine hässliche alte Schrulle und besticht Nemti mit Gold. Als der Schwindel auffliegt, wird Nemti ob seiner Bestechlichkeit bestraft: ihm werden buchstäblich die Krallen gestutzt. Daraufhin schwört Nemti, dass er fortan nur noch Silber als Zahlungsmittel akzeptieren werde.
Vom Mittleren Reich bis zum Ende des Neuen Reiches trat Nemti auch als Erscheinungsform Neb-Adfet („Herr des zwölften oberägyptischen Bergviper-Gaues“) auf, ehe ab der 21. Dynastie diese Funktion auch Horus und später Sobek übernahmen. In der griechisch-römischen Zeit wurde am 27. Choiak (23. Novembergreg. seit Augustus) das „Fest des Auffindens des Unterschenkels von Osiris“ gefeiert. An diesem Tag erschuf Osiris der Überlieferung nach die Gottheit Nemti in Form einer Made aus Silber, „die am Kopf eines Rindes befestigt ist“. In dieser Epoche führte Nemti den Beinamen „Der große Horus“. Daneben wurde Nemti in der griechisch-römischen Zeit als Erscheinungsform von Harsiese als Gottheit des zehnten oberägyptischen Gaues genannt; ergänzend als Nemti selbst erstmals auch als Gottheit des zwölften oberägyptischen Bergviper-Gaues (Adfet-Gau).

## Belege
Nemti hat eine erstaunlich lange Kultgeschichte. Er erscheint bereits auf Prunkpaletten und Keulenknaufen der Naqada II und Naqada-III-Epoche. Dort erscheint er auf Standarten in Prozessionen mit Fetischen und Totems zahlreicher Gottheiten. Vermutlich war er der lokale Schutzgott der Region von Badari. Während der 2. Dynastie erscheinen die ersten schriftlichen Nennungen von Priestern des Nemti (Hem-netjer Nemti; „Gottesdiener des Nemti“), allerdings ohne deren Namen zu nennen. Im Alten Reich fungierte Nemti unter anderem als Lokalgott von Hut-nesu, Hauptstadt des 18. oberägyptischen Falkengaues.